# Anna Eriksson

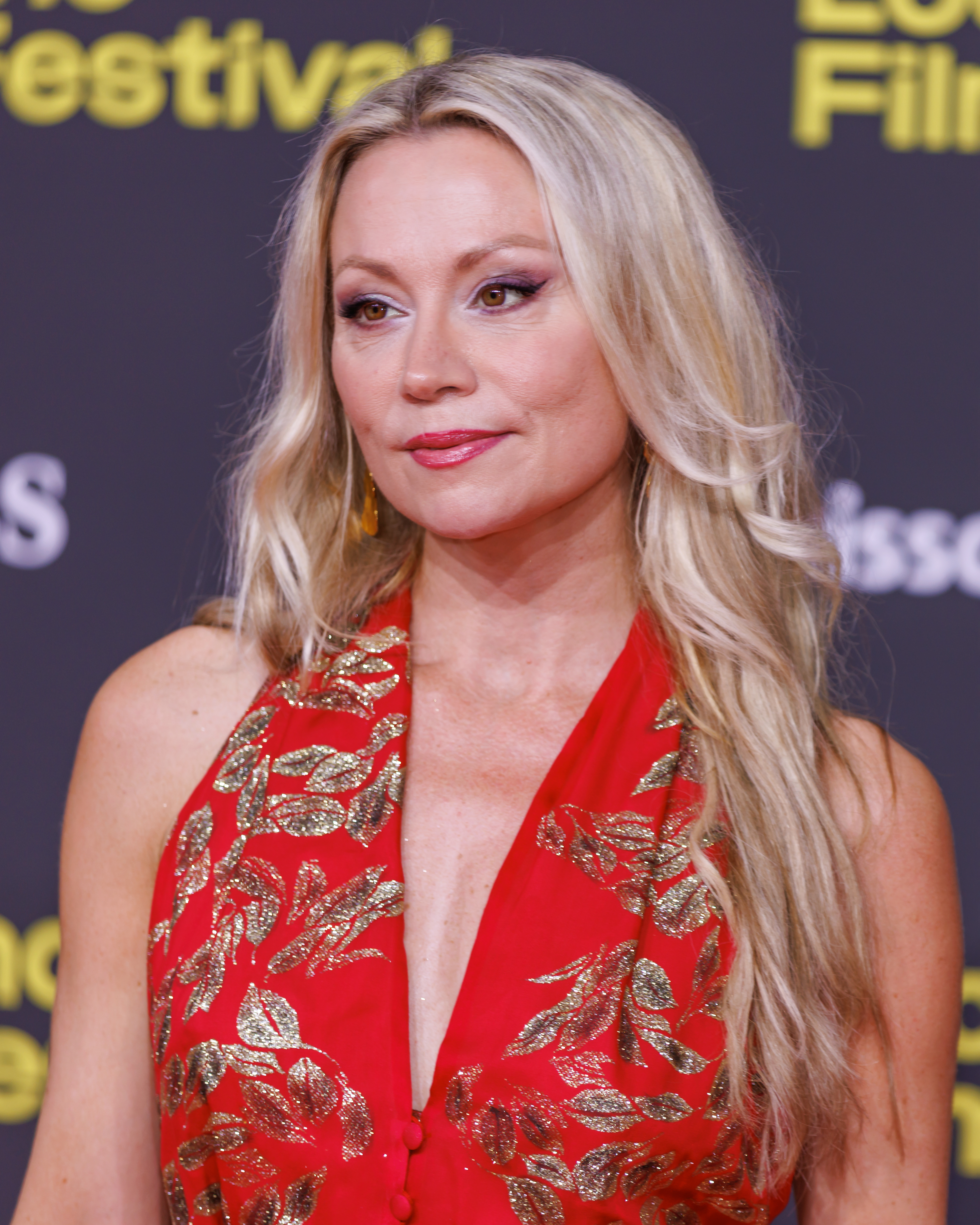
Anna Eriksson (2025)

Anna Sofia Eriksson (* 22. April 1977 in Ihode (Pyhäranta)) ist eine finnische Schlagersängerin. Ihre bekanntesten Alben enthalten unter anderem die Schlager Juliet ja Joonatan (1996, „Juliet und Joonatan“) und Kun katsoit minuun (2001, „Wenn du mich ansiehst“). Anna Eriksson ist nach den Verkaufszahlen eine der erfolgreichsten finnischen Künstlerinnen.

## Leben
Eriksson hat in zu Beginn ihres Lebens aufgrund der Arbeit ihres Vaters (Ingenieur) in anderen Staaten als Finnland gelebt. Sie wohnte in zwei Kontinenten, in Saudi-Arabien, Indien und Tansania, und zusammen hat sie ca. acht Jahre im Ausland gelebt. Seit ihrer Kindheit war Eriksson eine begeisterte Sängerin und Schauspielerin.
Auf ihren Auslandsreisen sang sie auf vielen Kindergeburtstagen, Botschaftsfeiern, in Kirchen sowie auf Schulfeiern. Zusätzlich war sie in der Band der internationalen Schule von Moshi (Tansania) Gesangssolistin. Während der Oberstufenzeit blieben Anna, ihr Bruder Antti und die Mutter Tuula aufgrund der Schule in Finnland.

## Musik
Vor ihrer Solokarriere arbeitete Anna Eriksson als Backgroundsängerin unter anderem auf einer CD der Band „Finlanders“. In Erikssons musikalischer Familie spielte der Vater Bass und Gitarre, die Mutter sang und der große Bruder spielte Saxophon. Anna Eriksson spielt zusätzlich zu ihrem Gesang Klavier und Klarinette.
Im Jahr 2000 nahm Eriksson am Grand Prix teil und war nur vier Punkte hinter dem Gewinner situiert. Das Stück Oot voimani mun („Du bist meine Stärke“) wurde später zum Wettbewerb „OGAE Second Chance“ geschickt. Das erfolgreiche Stück brachte Finnland zum ersten Mal den Gewinn dieses Wettbewerbs.
Eriksson wurde 1998 und 2002 auch mit dem Emma-Award ausgezeichnet. Sie bekam 1999 das Anspornstipendium, das aus der Sauli Lehtonen Stiftung finanziert wird sowie den Preis für Sängerinnen von Radio SuomiPop.
Anna Eriksson war im Jahr 2004 die meistgespielte einheimische Künstlerin in den kommerziellen Radiostationen – ihre Stücke wurden 17.682 Mal im Radio gespielt. Ihre Alben Odota mua („Warte auf mich“), Kun katsoit minuun („Wenn du mich ansiehst“) und Sinusta sinuun („Von dir zu dir“) wurden so oft verkauft, dass sie mit Platin ausgezeichnet wurden. Das Album Anna Eriksson erreichte sogar Doppelplatin und wurde über 81.000 Mal verkauft.
Eriksson hat als selbst textende und komponierende Sängerin begonnen, ihr letztes Album entsprang der Zusammenarbeit mit Simo „Sipe“ Santapukki. Santapukki und Eriksson waren drei Jahre ein Paar, aber die Beziehung endete mit der Trennung Anfang 2007.
Eriksson machte im Herbst 2005 eine Konzerttournee zu ihrem zehnjährigen Künstlerjubiläum in 16 Orten, um ihre neue CD vorzustellen.

## Erikssons Hintergrundband
- Janne Lehto – Gitarre (früher Ville Nurmi)
- Tero Pennanen – Keyboard
- Harri Ruotjoki – Bass
- Sami Lehto – Schlagzeug

## Diskografie

### Alben
| Jahr | Titel                        | Höchstplatzierung, Gesamtwochen, AuszeichnungChartsChartplatzierungen (Jahr, Titel, Platzierungen, Wochen, Auszeichnungen, Anmerkungen) | Anmerkungen                                                     |
| Jahr | Titel                        | FI | Anmerkungen                                                     |
| ---- | ---------------------------- | --- | --------------------------------------------------------------- |
| 1997 | Anna Eriksson                | FI15 ×2Doppelplatin · (24 Wo.)FI |                                                                 |
| 1999 | Odota mua                    | FI6 Platin · (11 Wo.)FI | "Warte auf mich"                                                |
| 2001 | Kun katsoit minuun           | FI3 Platin · (20 Wo.)FI | "Als du mich ansahst"                                           |
| 2002 | Parhaat – Seurataan johtajaa | FI6 Gold · (11 Wo.)FI | "Die Besten", Kompilation                                       |
| 2003 | Kaikista Kasvoista           | FI7 Gold · (15 Wo.)FI | Erstveröffentlichung: 11. November 2003 "Aus allen Gesichtern"  |
| 2005 | Sinusta sinuun               | FI4 Platin · (20 Wo.)FI | Erstveröffentlichung: 26. Oktober 2005 "Von dir zu dir"         |
| 2007 | Ihode                        | FI7 Gold · (21 Wo.)FI | Erstveröffentlichung: 14. November 2007 Name ihres Geburtsortes |
| 2008 | Annan vuodet                 | FI8 Gold · (19 Wo.)FI |                                                                 |
| 2010 | Garden of Love               | FI3 (11 Wo.)FI |                                                                 |
| 2012 | Mana                         | FI2 Gold · (23 Wo.)FI |                                                                 |
| 2015 | Gloria                       | FI19 (7 Wo.)FI | Erstveröffentlichung: 13. November 2015                         |

Weitere Alben
- 1998: Anna joulu – "Gib Weihnachten" bzw. "Anna Weihnachten" [Anm.: finnisch "anna"=Imperativ von "geben" sowie der Name "Anna"], FI: Gold

### Singles
| Jahr | Titel Album             | Höchstplatzierung, Gesamtwochen, AuszeichnungChartsChartplatzierungen (Jahr, Titel, Album, Platzierungen, Wochen, Auszeichnungen, Anmerkungen) | Anmerkungen |
| Jahr | Titel Album             | FI | Anmerkungen |
| ---- | ----------------------- | --- | ----------- |
| 1998 | Kesä yhdessä –          | FI7 (4 Wo.)FI |             |
| 2001 | Kun katsoit minuun      | FI14 (6 Wo.)FI |             |
| 2002 | Seurataan johtajaa      | FI12 (7 Wo.)FI | mit Sipe    |
| 2012 | Jos mulla olisi sydän – | FI5 (1 Wo.)FI |             |

### Gastbeiträge
| Jahr | Titel Album           | Höchstplatzierung, Gesamtwochen, AuszeichnungChartsChartplatzierungen (Jahr, Titel, Album, Platzierungen, Wochen, Auszeichnungen, Anmerkungen) | Anmerkungen |
| Jahr | Titel Album           | FI | Anmerkungen |
| ---- | --------------------- | --- | ----------- |
| 2010 | You Get Me Commitment | FI17 (1 Wo.)FI | mit Seal    |